# 青葉楠
（學名：Machilus zuihoensis var. mushaensis）又名霧社楨楠，為臺灣特有的樟科楨楠屬香楠的變種。